# Лозенски път
„Лозенски път“ е защитена местност в землището на Свиленград. Заема площ от 31,99 ха. Създадена е на 28 април 1980 г., с цел опазване на находище на блатно кокиче (Leucojum aestivum).
През 1995 г. е извършена промяна в режима на дейностите и намаляване на площта на защитената местност. През октомври 2009 г. е извършена още веднъж промяна в режима на дейностите.